# Єлошне
Єло́шне (рос. Елошное) — село у складі Леб'яжівського округу Курганської області, Росія.
Населення — 648 осіб (2010, 953 у 2002).